# Copa de Clubes de Asia 1994-95
La Copa de Clubes de Asia de 1995 fue la 14.ª edición del torneo de fútbol a nivel de clubes más importante de Asia organizado por la AFC. En esta edición participaron por primera ocasión representantes de los países exmiembros de la Unión Soviética. 
El Thai Farmers Bank FC de Tailandia venció en la final al Al-Arabi SC de Catar para ganar el título por segunda ocasión consecutiva.

## Ronda Preliminar

### Asia Central
Todos los partidos se jugaron en Uzbekistán.
| Club                | J | G | E | P | GF | GC | GD  | Pts. |
| ------------------- | - | - | - | - | -- | -- | --- | ---- |
| FK Neftchi Farg'ona | 4 | 4 | 0 | 0 | 17 | 1  | +16 | 12   |
| Köpetdag Aşgabat    | 4 | 3 | 0 | 1 | 11 | 3  | +8  | 9    |
| Ansat Pavlodar      | 4 | 1 | 0 | 3 | 4  | 6  | −2  | 3    |
| Sitora Dushanbe     | 4 | 1 | 0 | 3 | 4  | 15 | −11 | 3    |
| Alga Bishkek        | 4 | 1 | 0 | 3 | 2  | 13 | −11 | 3    |

| Ansat Pavlodar      | 0–2 | Kopetdag Asgabat |
| FK Neftchi Farg'ona | 9–0 | Alga Bishkek     |
| Kopetdag Asgabat    | 7–1 | Sitora Dushanbe  |
| FK Neftchi Farg'ona | 3–0 | Ansat Pavlodar   |
| Ansat Pavlodar      | 4–0 | Sitora Dushanbe  |
| Kopetdag Asgabat    | 1–0 | Alga Bishkek     |
| FK Neftchi Farg'ona | 2–1 | Kopetdag Asgabat |
| Sitora Dushanbe     | 3–1 | Alga Bishkek     |
| FK Neftchi Farg'ona | 3–0 | Sitora Dushanbe  |
| Ansat Pavlodar      | 0–1 | Alga Bishkek     |

### Asia Meridional
Todos los partidos se jugaron en el Salt Lake Stadium, Calcuta, India
| Club           | J | G | E | P | GF | GC | GD  | Pts. |
| -------------- | - | - | - | - | -- | -- | --- | ---- |
| Mohun Bagan AC | 2 | 2 | 0 | 0 | 12 | 2  | +10 | 6    |
| Club Valencia  | 2 | 1 | 0 | 1 | 3  | 8  | −5  | 3    |
| Ratnam SC      | 2 | 0 | 0 | 2 | 2  | 7  | −5  | 0    |

 Pakistán no mandó un equipo.
| Mohun Bagan   | 7–1 | Club Valencia |
| Mohun Bagan   | 5–1 | Ratnam SC     |
| Club Valencia | 2–1 | Ratnam SC     |

### Sureste de Asia
Todos los partidos se jugaron en Bandar Seri Begawan, Brunéi Darussalam
| Club              | J                     | G                     | E                     | P                     | GF                    | GC                    | GD                    | Pts.                  |
| ----------------- | --------------------- | --------------------- | --------------------- | --------------------- | --------------------- | --------------------- | --------------------- | --------------------- |
| Kota Rangers      | resultado desconocido | resultado desconocido | resultado desconocido | resultado desconocido | resultado desconocido | resultado desconocido | resultado desconocido | resultado desconocido |
| Negro Rubro Macau | resultado desconocido | resultado desconocido | resultado desconocido | resultado desconocido | resultado desconocido | resultado desconocido | resultado desconocido | resultado desconocido |
| Davao City        | resultado desconocido | resultado desconocido | resultado desconocido | resultado desconocido | resultado desconocido | resultado desconocido | resultado desconocido | resultado desconocido |

No se conocen los resultados de los partidos del grupo, pero quien clasificó fue el Kota Rangers.

## Primera Ronda
| Equipo 1             | Agr.     | Equipo 2        | Ida | Vuelta |
| -------------------- | -------- | --------------- | --- | ------ |
| Ilhwa Chunma         | 10-4     | Kedah FA        | 5-3 | 5-1    |
| Kota Rangers         | 2-12     | Eastern AA      | 1-6 | 1-6    |
| Club Valencia        | 5-9      | Bangkok Bank FC | 3-4 | 2-5    |
| Thai Farmers Bank FC | bye      |                 |     |        |
| Mohun Bagan AC       | bye      |                 |     |        |
| Verdy Kawasaki       | bye      |                 |     |        |
| Pelita Jaya          | bye      |                 |     |        |
| Liaoning FC          | bye      |                 |     |        |
| Kazma SC             | 2-2 (v.) | Al-Arabi        | 2-1 | 0-1    |
| Saipa                | bye      |                 |     |        |
| Merbat               | bye      |                 |     |        |
| West Riffa           | bye      |                 |     |        |
| Al-Ansar             | bye      |                 |     |        |
| Al Wasl FC           | bye      |                 |     |        |
| FK Neftchi Farg'ona  | bye      |                 |     |        |
| Al-Shabab            | bye      |                 |     |        |

 Jordania no envió un equipo y el  Al-Ahli abandonó el torneo antes de que anunciaran los emparejamientos.

## Segunda Ronda
| Equipo 1             | Agr.         | Equipo 2            | Ida | Vuelta |
| -------------------- | ------------ | ------------------- | --- | ------ |
| Al-Shabab            | 3-3 (4:5 p.) | Al-Ansar            | 3-0 | 0-3    |
| Al-Arabi             | 9-4          | Merbat              | 5-0 | 4-4    |
| Saipa                | 3-3 (v.)     | FK Neftchi Farg'ona | 2-2 | 1-1    |
| West Riffa           | 3-3 (3:4 p.) | Al Wasl FC          | 2-1 | 1-2    |
| Thai Farmers Bank FC | 7-0          | Mohun Bagan AC      | 4-0 | 3-01   |
| Eastern AA           | 4-6          | Verdy Kawasaki      | 1-2 | 3-4    |
| Pelita Jaya          | 1-5          | Ilhwa Chunma        | 1-1 | 0-4    |
| Liaoning FC          | 4-2          | Bangkok Bank FC     | 4-1 | 0-1    |

1 la AFC ordenó que el segundo partido se jugara en Malasia por una plaga que azotaba la India, pero el Mohun Bagan AC apeló la decisión ; fue expulsado del torneo, multado con $3000 y vetado de los torneos de la AFC por 3 años.

## Fase de grupos

### Asia Occidental
Todos los partidos se jugaron en Doha, Catar.
| Club                | J | G | E | P | GF | GC | GD | Pts. |
| ------------------- | - | - | - | - | -- | -- | -- | ---- |
| FK Neftchi Farg'ona | 3 | 1 | 1 | 1 | 6  | 4  | +2 | 4    |
| Al-Arabi            | 3 | 1 | 1 | 1 | 3  | 3  | 0  | 4    |
| Al Wasl FC          | 3 | 1 | 1 | 1 | 4  | 6  | −2 | 4    |
| Al-Ansar            | 3 | 0 | 3 | 0 | 4  | 4  | 0  | 3    |

| Al Arabi            | 1–2 | Al Wasl FC          |
| FK Neftchi Farg'ona | 2–2 | Al-Ansar            |
| FK Neftchi Farg'ona | 4–1 | Al Wasl FC          |
| Al Arabi            | 1–1 | Al-Ansar            |
| Al Arabi            | 1–0 | FK Neftchi Farg'ona |
| Al Wasl FC          | 1–1 | Al-Ansar            |

### Asia Oriental
Todos los partidos se jugaron en Changwon, Corea del Sur.
| Club                 | J | G | E | P | GF | GC | GD | Pts. |
| -------------------- | - | - | - | - | -- | -- | -- | ---- |
| Ilhwa Chunma         | 3 | 3 | 0 | 0 | 7  | 2  | +5 | 9    |
| Thai Farmers Bank FC | 3 | 1 | 0 | 2 | 3  | 3  | 0  | 3    |
| Verdy Kawasaki       | 3 | 1 | 0 | 2 | 3  | 5  | −2 | 3    |
| Liaoning FC          | 3 | 1 | 0 | 2 | 2  | 5  | −3 | 3    |

| Ilhwa Chunma   | 3–1 | Verdy Kawasaki    |
| Liaoning FC    | 0–2 | Thai Farmers Bank |
| Ilhwa Chunma   | 3–1 | Liaoning FC       |
| Verdy Kawasaki | 2–1 | Thai Farmers Bank |
| Ilhwa Chunma   | 1–0 | Thai Farmers Bank |
| Verdy Kawasaki | 0–1 | Liaoning FC       |

## Semifinales
| Local             | Resultado    | Visita       |
| ----------------- | ------------ | ------------ |
| Al-Arabi          | 2-0          | Ilhwa Chunma |
| Thai Farmers Bank | 2-2 (3:2 p.) | Neftchi      |

## Tercer lugar
| Local        | Resultado | Visita  |
| ------------ | --------- | ------- |
| Ilhwa Chunma | 0-1       | Neftchi |

## Final
| Local    | Resultado | Visita            |
| -------- | --------- | ----------------- |
| Al-Arabi | 0-1       | Thai Farmers Bank |

| Tailandia                                   |
| Campeón Thai Farmers Bank F. C. 2.do título |